# Петелинєк-при-Лочах
Петелинєк-при-Лочах (словен. Petelinjek pri Ločah) — поселення в общині Словенське Коніце, Савинський регіон, Словенія. Висота над рівнем моря: 316,9 м.